# Ім. Вакуленчука
Ім. Вакуленчука (крим. Vakulençuka adında) або Студентське містечко, Студмістечко — район на заході міста Севастополя, у Гагарінському районі, по однойменній вулиці.

## Опис
Головні вулиці: Вакуленчука, Університетська.
В районі знаходиться Севастопольський національний технічний університет.
На розі вулиць Вакуленчука і Меньшикова занаходиться Форт Літер «А-5».